# Haníf
Haníf (حنيف) je arabský termín, který označuje nežidovského a nekřesťanského arabského vyznavače monoteismu v předislámské Arábii. Podle islámské tradice byl historicky prvním hanífou prorok Abrahám. Po něm následovali další hanífové, kteří odmítli vyznávat polyteismus, který byl v tehdejší Arábii běžný.

## Charakteristika
Období v Arábii před příchodem proroka Muhammada je muslimy označováno jako džáhilíja („období nevědomosti“) a hanífové měli být ti, kteří již tehdy správně vyložili Boží zvěst a marně se snažili ostatní lidi přimět k víře v jediného Boha.

## V Koránu
Termín haníf se vyskytuje v Koránu několikrát. Historické pořadí těchto pasáží lze stanovit přibližně takto:
1. Súra 16:121+124
2. Súra 30:29
3. Súra 10:105
4. Súra 6:79+162
5. Súra 2:129
6. Súra 98:4
7. Súra 3:60+89
8. Súra 4:124
9. Súra 22:32

### Pasáže o hanífismu
Jednu z nejvýznamnějších pasáží o Abrahámovi jakožto hanífovi najdeme v súře 3:
"Abraham nebyl ani židem, ani křesťanem, avšak byl hanífem odevzdaným do vůle Boží; a nepatřil mezi modloslužebníky.
A nejblíže k Abrahamovi byli věru ti, kdož jej následovali, a tento posel (Mohamed) a ti, kdož v něj uvěřili (muslimové). A Bůh je blízkým druhem věřících."
Korán 3:67-68